# Parábola dos Trabalhadores na Vinha

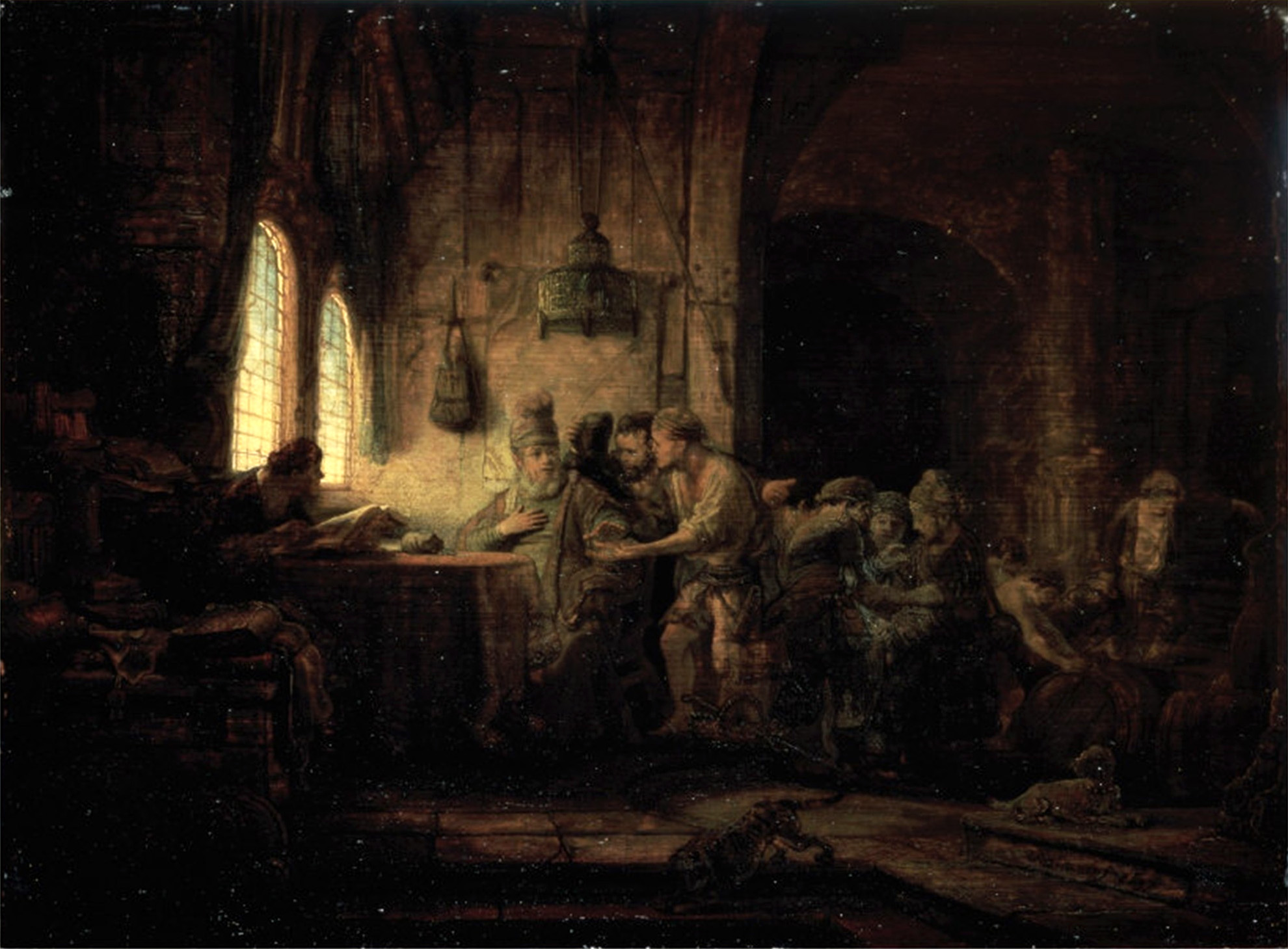
Parábola dos Trabalhadores na Vinha.
1637. Por Rembrandt, no Museu Hermitage, em São Petersburgo, na Rússia.

A Parábola dos Trabalhadores na Vinha (também chamada de Parábola do Empregador Generoso ou Trabalhadores da Última Hora) é uma parábola de Jesus que aparece em apenas em Mateus 20:1–16. Jesus afirma que qualquer "operário" que aceita o convite para o trabalho na vinha (dito por Jesus para representar o Reino dos Céus), não importa o quão tarde do dia, receberá uma recompensa igual com aqueles que foram fiéis por mais tempo.
É nesta parábola (e também no episódio de Jesus e o jovem rico, em Mateus 19) que Jesus afirma que os últimos serão primeiros, e os primeiros serão últimos, outra frase sua que se tornaria muito conhecida.

## Narrativa bíblica
| “ | «Pois o reino dos céus é semelhante a um proprietário que saiu de madrugada a assalariar trabalhadores para a sua vinha. Feito com os trabalhadores o ajuste de um denário por dia, mandou-os para a sua vinha. Tendo saído cerca da hora terceira, viu estarem outros na praça desocupados e disse-lhes: Ide também vós para a minha vinha e vos darei o que for justo. Eles foram. Saiu outra vez cerca da hora sexta e da nona, e fez o mesmo. Cerca da undécima, saiu e achou outros que lá estavam e perguntou-lhes: Por que estais aqui todo o dia desocupados. Responderam-lhe: Porque ninguém nos assalariou. Disse-lhes: Ide também vós para a minha vinha. À tarde disse o dono da vinha ao seu administrador: Chama os trabalhadores e paga-lhes o salário, começando pelos últimos e acabando pelos primeiros. Tendo chegado os que tinham sido assalariados cerca da undécima hora, receberam um denário cada um. Vindo os primeiros, pensavam que haviam de receber mais; porém receberam igualmente um denário cada um. Ao receberem-no, murmuravam contra o proprietário, alegando: Estes últimos trabalharam somente uma hora e os igualaste a nós, que suportamos o peso do dia e o calor extremo. Mas o proprietário disse a um deles: Meu amigo, não te faço injustiça; não ajustaste comigo um denário? Toma o que é teu, e vai-te embora; pois quero dar a este último tanto como a ti. Não me é lícito fazer o que me apraz do que é meu? Acaso o teu olho é mau, porque eu sou bom. Assim os últimos serão primeiros, e os primeiros serão últimos.» (Mateus 20:1–16) | ” |

## Interpretação

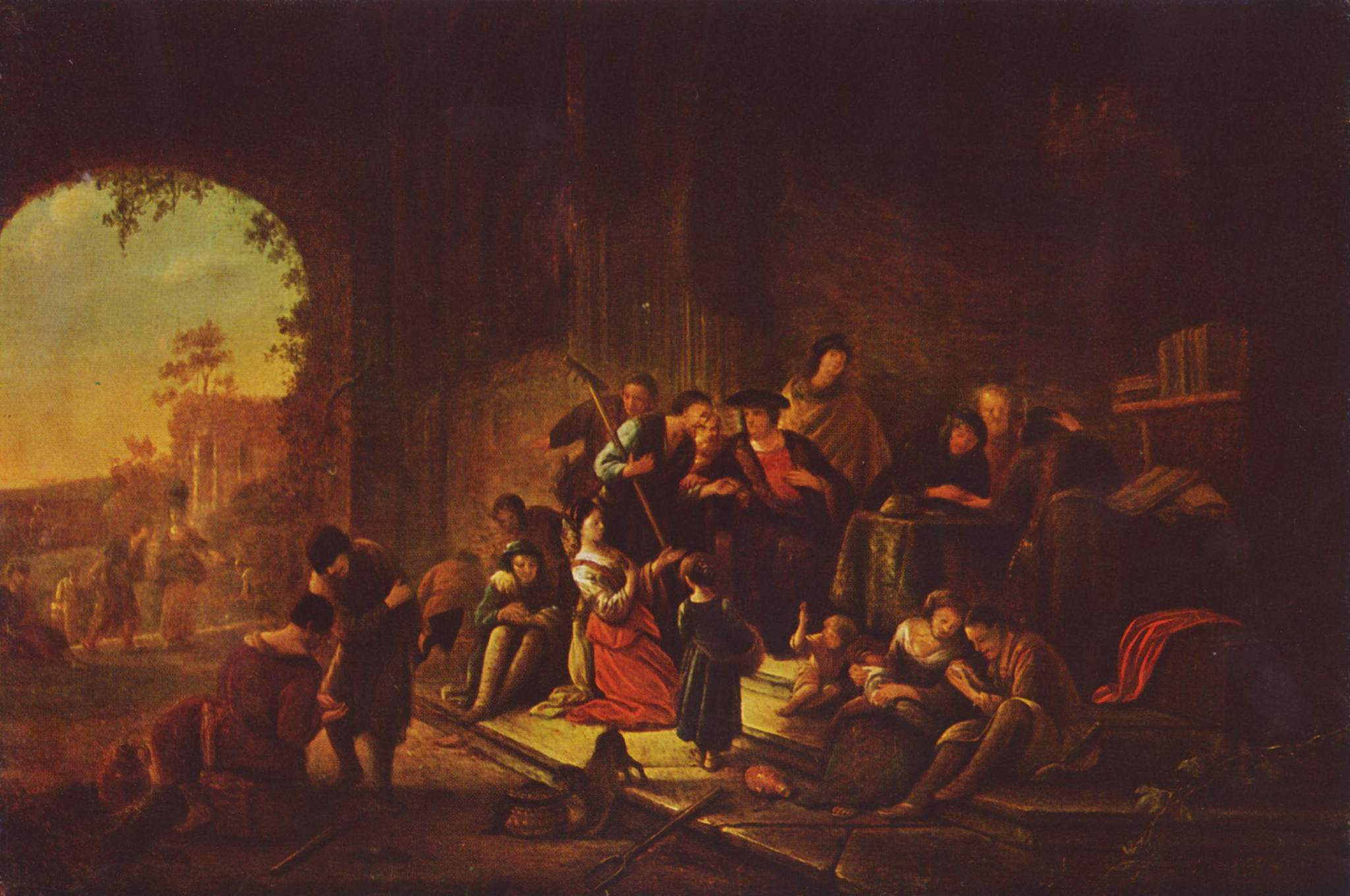
Pintura da parábola, de Jacob Willemszoon de Wet, meados do século XVII

O denário, uma moeda de prata, que era o salário normal para um dia de trabalho e o sentido da história depende da audiência concordar que é de fato o salário justo para um dia trabalhado As horas aqui são medidas a partir das 6:00 da manhã, de modo que a "undécima" seria entre cerca de 16:00 e 17:00 Os trabalhadores são homens pobres que trabalham como peões temporários durante a época de colheita e o empregador percebe que todos eles precisarão de um salário pelo dia inteiro para alimentar suas famílias  O pagamento segue diretrizes do Antigo Testamento: .
| “ | «Não defraudarás o jornaleiro pobre e necessitado, ou seja ele de teus irmãos ou seja ele dos teus peregrinos que estão na tua terra das tuas portas para dentro. No seu dia lhe darás o seu jornal, e isso se fará antes do sol posto; porque é pobre, e nisso põe o seu coração. Não suceda que ele clame contra ti ao Senhor e isso te seja pecado.» (Deuteronômio 24:14–15) | ” |

Em contraste com parábolas rabínicas com um tema similar, esta sublinha a graça divina livre, sem qualquer sentido de "ganhar" algum favorecimento de Deus. Por isso, se assemelha à Parábola do Filho Pródigo.
A parábola tem sido muitas vezes interpretada como significando que mesmo aqueles que são convertidos mais velhos podem esperar recompensas idênticas à dos convertidos jovens. Uma interpretação alternativa identifica os trabalhadores que começaram mais cedo como sendo os judeus, alguns dos quais se ressentem dos gentios sendo recebido como iguais no Reino de Deus. No entanto, Arland J. Hultgren escreve:
| “ | Ao interpretar e aplicar essa parábola, é inevitável perguntar: Quem são os trabalhadores da última hora em nossos dias? Podemos querer nomeá-los, como convertidos no leito de morte ou pessoas que normalmente são desprezadas por aqueles que são veteranos na fé e mais fervorosos em seu compromisso religioso. Mas é melhor não limitar o campo muito rapidamente. Num nível mais profundo, somos todos os trabalhadores da última hora. Mudando a metáfora, somos todos convidados de honra no reino de Deus. Não é realmente necessário decidir quem são os trabalhadores da última hora. O ponto da parábola - tanto em relação a Jesus quanto do Evangelho de Mateus - é que Deus salva pela graça e não pela nossa dignidade. E se aplica a todos nós | ” |
|   | — The Parables of Jesus: A Commentary, Arland J. Hultgren. |   |

Alguns comentaristas têm usado a parábola para justificar o princípio de um "salário digno" embora geralmente admitindo que este não é o ponto principal da parábola. Um exemplo é John Ruskin, que cita a parábola no título de seu livro (Unto this last), mas sem discutir o significado religioso dela, se atendo às implicações sociais e econômicas de sua interpretação.

## Exegese
A Edição Pastoral da Bíblia comenta a passagem por meio de uma nota de rodapé relativa Mateus 20:1–16 , que diz que:
| “ | No Reino não existem marginalizados. Todos têm o mesmo direito de participar da bondade e misericórdia divinas, que superam tudo o que os homens consideram como justiça. No Reino não há lugar para o ciúme. Aqueles que julgam possuir mais méritos do que os outros devem aprender que o Reino é dom gratuito. | ” |

A Bíblia de Jerusalém comenta essa Parábola por meio de notas de rodapé e indicações de paralelismo/correlação, nas quais observa que:
1. ao pagar o salário integral aos trabalhadores que ao final do dia, o senhor da vinha demonstrou uma bondade que vai além da justiça, mas sem ofendê-la;
2. os primeiros (aqueles que mantém uma aliança com Deus desde o tempo de Abraão) não devem se escandalizar com o fato de Deus admitir em seu Reino também os que chegaram mais tarde (pecadores e pagãos);
3. o pagamento do salário ao final do dia (Mateus 20:8) era uma prescrição encontrada em passagens do Antigo Testamento, como por exemplo em Levítico 19:13 e Deuteronômio 24:14–15;
4. existem correlações entre Mateus 20:15 e Romanos 9:19–21 e entre Mateus 20:16 e Mateus 19:30.

A Bíblia do Peregrino, que denomina essa Parábola como "os diaristas da vinha", tece comentários por meio de uma nota de rodapé a Mateus 19:30 - Mateus 20:16, na qual observa que:
1. o primeiro versículo da perícope anuncia a mensagem que vai ser exposta, enquanto que o último reforça a mensagem central;
2. no começo anuncia-se um inversão de valores que no final desemboca numa igualdade;
3. a relação correta do homem com Deus decide-se no trabalho, quem quiser praticar boas obras fará um contrato com Deus;
4. não é cabível alegar injustiça de Deus com base em uma perspectiva de justiça distributiva que exige proporção matemática entre trabalho e salário, pois trata-se de uma perspectiva que gera inveja e mesquinhez;
5. não cabe exigir a proporção, mas aceitar com gratidão a desproporção, pois Deus não é injusto ao ser generoso;
6. Jesus seria o capataz que vem para repartir;
7. não há patrão melhor do que Deus, e portanto não cabe ao homem querer submetê-lo ao regime da justiça comutativa.

A Tradução Ecumênica da Bíblia, que denomina essa Parábola como "os operários da undécima hora", tece comentários por meio de notas de rodapé e indicações de paralelismo/correlação a:
- Mateus 19:30, para observar que a mesma frase também é encontrada em Mateus 20:16 e em Lucas 13:30;
- Mateus 20:1, para indicar que em Mateus 21:28 e em Mateus 21:33 são iniciadas outras parábolas que se utilizam da imagem da vinha;
- Mateus 20:2, para indicar que em Tobias 5:15 há outra referência ao valor do salário diário;
- Mateus 20:8, para indicar que no Antigo Testamento existia a prescrição de pagar os operários ao final do dia (cf. Levítico 19:3 e Deuteronômio 24:15);
- Mateus 20:15, que é traduzido como "não me é lícito fazer o que eu quero do que é meu? Ou então o teu olho é mau porque eu sou bom?", para:

1. a palavra "olho" é utilizada nesse sentido também em Mateus 6:23;
2. dizer que:

2.1: é provável que esse fosse o último versículo da versão original da parábola, que seria destinada aos fariseus, assim como as parábolas encontradas em Lucas 15:;
2.2: Jesus que mostrar que a bondade de Deus ultrapassa os critérios humanos na retribuição concebida como um salário devido, sem contudo descambar na arbitrariedade, que não leva em conta a justiça;
2.3: Jesus convida a não se mostrar invejoso perante a liberalidade do amor de Deus;
- Mateus 20:16, para dizer que:

1. esse último versículo é, provavelmente, um acréscimo feito à versão original;
2. essa sentença foi empregada em Mateus 19:30 em outro contexto, e aqui sublinha um traço episódico sobre a ordem da distribuição dos salários, descrita em Mateus 20:8;
3. os pagãos (últimos) que foram chamados depois dos judeus (primeiros) estariam alcançando a salvação (salário) antes;
4. em alguns manuscritos encontra-se o acréscimo "pois a multidão, decerto, é chamada, mas poucos são os eleitos", sentença também empregada em Mateus 22:14, que parece indicar que poucos judeus aceitaram a salvação, que estava sendo aceita pelos últimos a serem chamados;
5. essa mesma sentença também é empregada em: Marcos 10:31 e Lucas 13:30.